# 爆旋陀螺X
《爆旋陀螺 X》（英語：BEYBLADE X）是特佳麗多美推出的跨媒體企劃。漫畫版原作於2023年六月在快樂快樂月刊連載。動畫版於2023年10月6日在東京電視台播出。

## 登場人物

### 主要角色-表象人格隊 (TEAM PERSONA )
黑須極（Kurosu Ekusu） / 幪面X（Kamen X）
配音：齊藤壯馬、杉山里穗（幼年）
使用爆旋陀螺：BX-01 翔龍神劍 3-60F（Flat）（攻擊型）/ BX-20 翔龍雙刃 4-60R（Rush）（攻擊型）/ UX-01 翔龍破壞劍 1-60A （Accel）（攻擊型）/ CX-01 翔龍勇者S（Slash）6-60V（Vortex）（攻擊型）
生日：1月23日
本作主角之一，擁有一頭包含黃色挑染的藍色超級撒亞人髮型，還有X型瀏海為其特徵。原為X塔最強隊伍「潘德拉貢隊」的成員之一，後來退出並戴上面具以「幪面X」的身分成立自己的隊伍「表象人格隊」，目前戰績為0敗。
風見鳥（Kazami Bird）
配音：梅田修一朗
使用爆旋陀螺：突擊獵鷹 4-80LF（Low-Flat）（攻擊型）→BX-02 煉獄魔鎌 4-60T（Taper）（平衡型）/ BX-21 煉獄鎖鏈 5-60HT（High-Taper）（平衡型）/ UX-02 煉獄惡鎚 3-70H （Hexa）（平衡型）/ CX-05 煉獄死神T（Turn）4-70K（Kick）（平衡型）
生日：8月10日
本作主角之一，擁有一頭像羽毛般的紅色頭髮。是一名業餘陀螺手，以職業陀螺手作為目標奮鬥的少年。之後卻因為敗給新人殺手－石山巧導致突擊獵鷹被毀掉以及「信天翁突擊」的解散。後來遇到黑須極而加入「表象人格隊」，至於新陀螺煉獄魔鎌是由七色彩給予的。
七色彩（Nanairo Multi）
配音：野口瑠璃子
使用爆旋陀螺：BX-03 巫師弩箭 4-80B（Ball）（持久型）/UX-03 巫師幻杖 5-70DB（Disk Ball）（持久型）/ CX-02 巫師弧光R（Round）4-55LO （Low Orb）（持久型）/ BX-04 騎士護盾 3-80N（Needle）（防御型）/ BX-13 騎士長槍 4-80HN（High-Needle）（防御型）/ UX-10 騎士護甲 3-85BS (Bound-Spike) (防禦型) / BX-02 煉獄魔鎌 4-60T（Taper）（平衡型）
生日：7月16日
本作女主角，擁有一頭黑色長髮還有多種顏色的挑染。擁有陀螺數量眾多，是一個會透過更換陀螺而改變服裝的少女，也是一個很出色的陀螺工藝師。
白星天華（Shiroboshi Tenka）  / 幪面S（Kamen S）
配音：夏吉優子
使用爆旋陀螺：UX-09 武士之刃 2-70L (Level) （攻擊型）/ BX-45 武士聖劍 6-70M (Merge)  (平衡型)
生日：4月6日
著名陀螺道場「白星流」的代理師父。暗中監視著強大的陀螺手們，並透過熟練地操縱電子設備在幕後行動。不把七色彩和風見鳥放在眼裡，但基於挑起打敗自己的母親白星奧米伽以拯救瀕臨滅亡的「白星流」的重任的目的而試圖利用黑須極。

### 潘德拉貢隊 (TEAM PENDRAGON)
龍宮黑武（Ryugu Kuromu） / 幪面Y（Kamen Y）
配音：石川界人
使用爆旋陀螺：BX-00 鈷藍魔龍 4-60F（Flat）（攻擊型）/ BX-01 翔龍神劍 3-60F（Flat）（攻擊型）/ BX-20 翔龍雙刃 4-60R（Rush）（仿製品）（攻擊型）→BX-34 鈷藍青龍 2-60C（Cyclone）（左迴轉）（攻擊型）→衝擊魔龍 7-80GP（Gear Point）（平衡型）
生日：12月3日
冠軍級職業陀螺手，X塔其中一端「撇塔」之最強隊伍「潘德拉貢隊」的隊長。是一個求道之人，任何事情都會以實力為先。對黑須極（幪面X）抱有異常的執念，所以後來暗地以「幪面Y」的身分活動，四處尋找曾與幪面X對戰過的陀螺手們並重現與幪面X完全相同的對戰勝利形式。
七色單（Nanairo Shiguru）
配音：伊瀨茉莉也
使用爆旋陀螺：BX-33 純白猛虎 3-60U（Unite）（平衡型）/ BX-02 煉獄魔鎌 4-60T（Taper）（平衡型）
生日：4月9日
潘德拉貢隊的成員之一，七色彩的姐姐，從過去一直在陀螺對戰上贏過七色彩，兩人對戰紀錄比數為10000:0。
神成謝爾（Kaminari Shieru） / 幪面Z（Kamen Z）
配音：古田一紀
使用爆旋陀螺：BX-00 鈷藍魔龍 4-60F（Flat）（仿製品）（攻擊型）→BX-35 漆黑護殼 4-60D（Dot）（防禦型）→UX-01 翔龍破壞劍 1-60A （Accel）（仿製品）（攻擊型）→ BX-39 神護魔龍 7-80GP（Gear Point）（平衡型）/神護魔龍 5-80O（Orb）（黃色款式）（持久型) /神護魔龍 3-60D（Dot）（綠色款式）（防禦型）
生日：11月7日
潘德拉貢隊的新成員，是一名傑出的業餘陀螺手，戰績為502勝0敗，一直視龍宮黑武為偶像。儘管沒有以正統方式攀上X塔，但有着與X塔頂峰不相上下的實力。後被龍宮黑武發掘而加入「潘德拉貢隊」，因此非常崇拜龍宮黑武，另一方面也怨恨對龍宮黑武造成困擾的黑須極。

### 有機猛獸隊 (TEAM ZOOGANIC )
萬獸帝王（Manju King）
配音：鈴木崚汰
使用爆旋陀螺：BX-15 獅王銳爪 5-60P（Point）（平衡型）→UX-06 獅王徽章 7-60GN（Gear Needle）（防禦型）
生日：10月4日
有機猛獸隊的隊長，有着一頭像獅子絨毛的金色頭髮，為人傲慢，初登場以壓倒性力量打敗石山巧。與其傲慢的個性相反，是一個愛惜同伴的隊長，也非常尊敬強者和盡全力對戰的人。
億長戶愚呂（Okunaga Toguro）
配音：濱野大輝
使用爆旋陀螺：BX-16 毒蛇靈尾 5-80O（Orb）（持久型）/ 毒蛇靈尾 3-80P（Point）（黃色款式）（平衡型）
生日：1月6日
有機猛獸隊的成員之一，有着一頭深啡色綁成辮子的頭髮，是一個很會用心理戰方式挑釁對手的陀螺手。
索班（Cho Pan）
配音：若井友希
使用爆旋陀螺：BX-19 犀牛號角 3-80S（Spike）（防禦型）/ 犀牛號角 5-80A（Accel）（紫色款式）（攻擊型）→ CX-05 戰犀獵魂C (Charge) 4-55D (Dot) (防禦型)
生日：3月20日
有機猛獸隊的成員之一，有着一頭灰色短髮，擁有異於常人怪力的小女孩。

### 世界樹隊 (TEAM YGGDRASIL )
不死原燃（Fujiwara Burn）
配音：小林裕介
使用爆旋陀螺：BX-00 鳳凰炎羽 3-60F（Flat）（攻擊型）→BX-23 鳳凰飛翼 9-60GF（Gear Flat）（攻擊型）/UX-07 鳳凰炎舵 9-70G（Glide）（持久型）
生日：2月4日
世界樹隊的隊長，全球領先的製藥公司「世界樹」的繼承人。有着一頭銀白色羽毛般的長髮為特徵，紅色瞳孔。由於家族的財富，因此能夠透過昂貴的陀螺機器和專業陀螺課程來發展其與生俱來的陀螺天賦。
難波由仁（Namba Yuni）
配音：前川涼子
使用爆旋陀螺：BX-26 獨角螫刺 5-60GP（Gear Point）（平衡型）/ 獨角螫刺 3-70GF（Gear Flat）（紅色款式）（攻擊型）
生日：6月11日
世界樹隊的成員之一，被不死原燃招募後加入隊伍的陀螺手。雖然類型不同，但她是一位與七色彩齊名，是非常受歡迎的網紅，沒有人能像她在陀螺手的整體視覺協調方面給意見。除此之外，她亦有自己的品牌。「追求人氣」是她的信念，而成為強大的陀螺手也是受歡迎的條件。據說不死原燃是她唯一一個滿足所有「受歡迎的條件」的人。
貓山所羅門（Nekoyama Zonamos）
配音：かぬか光明
使用爆旋陀螺：BX-27 史芬克斯斗篷 9-80GN（Gear Needle）（防禦型）/ UX-07 史芬克斯斗篷 1-80G（Glide）（藍色款式）（持久型）
生日：9月12日
世界樹隊的成員之一，熱門主題樂園「所羅門大宅」的負責人，被不死原燃招募後加入隊伍的陀螺手。體型龐大，是一位熱愛神秘、創造神秘的人，也是一位非凡的陀螺手，又是一位謎題創作者。喜歡在語尾加上。

### 夢幻隊 (TEAM DREAMS )
由X塔觀眾票選「混戰嘉年華」活動中最受歡迎的前3名陀螺手組成的特別活動限定臨時隊伍。
萬獸葵恩（Manju Quinn）
配音：宮寺智子
使用爆旋陀螺：忍者短刀 4-80HN （High Needle）（防禦型）→UX-05 忍者幻影 1-80MN（Metal Needle）（防禦型）
生日：4月21日
夢幻隊的隊長，擁有25年資歷的職業陀螺手，官方賽事戰績為10000勝10敗。除此之外也是萬獸帝王的袓母。原隸屬於「天下布武隊」，由於其原隊友皆已引退，現為該隊伍的唯一成員。
柏君（Packun）
配音：佐藤元
使用爆旋陀螺：UX-02 煉獄惡鎚 3-70H（Hexa）（仿製品）（平衡型）/ UX-01 翔龍破壞劍 1-60A（Accel）（仿製品）（攻擊型）/ UX-09 武士之刃 2-70L（Level）（仿製品）（攻擊型）/ 毒蛇靈尾 3-80P（Point）（黃色款式）（仿製品）（平衡型）/ CX-02 魔導至尊R（Round）4-55LO （Low Orb）（持久型）( 仿製品 )
生日：8月9日
夢幻隊的成員之一，原隸屬於撇塔1樓之「柏君頻道隊」，為由自身經營的頻道贊助且無其他隊員的單人隊伍。是一名擁有4500萬訂閱者的網紅，和七色彩同樣持有陀螺工藝師的資格，不但擅長仿製其他職業選手的專屬陀螺，而且更曾經潛入駒刃壽司店盜取煉獄惡鎚的概念圖，首先在比賽中以擊爆勝利打敗風見鳥，並羞辱前者，之後被七色彩打敗，同時被七色彩揭發其惡行而導致頻道訂閱者流失，但卻反誣陷七色彩之影片是使用AI技術生成，導致賽事一度中止，最後受到B4的禁賽處分。
珠羅雷克斯（Jura Rex）
配音：土田玲央
使用爆旋陀螺：BX-31 暴龍節拍 4-70Q（Quake）（攻擊型）/ UX-15 暴龍咆哮 1-70L (Level) (攻擊型)
生日：7月24日
夢幻隊的成員之一，原隸屬於撇塔88樓之「白堊紀隊」，擁有一身結實肌肉的男子，整體而言也是一個優秀的陀螺手，不過表現比較飄忽，他可以打敗很多高手終止他們的不敗紀錄，但也可以被一些弱小的陀螺手打敗，因此被稱為「不敗殺手」。

### 方陣隊 (TEAM PHAIANX )
此隊伍由於表現未能達到贊助商的要求，因此於第10話被其贊助商拋棄。第18話全員改使用鳳凰炎羽後戰況好轉並重獲贊助商青睞，但因石山巧而失去贊助商。後於第27話由於其贊助商山嶽拉麵店被世界樹藥廠收購而恢復贊助商，重獲專業陀螺手的資格。
石山巧（Ishiyama Takumi）
配音：KENN
使用爆旋陀螺：原石山峯 3-80N（Needle）（防御型）/ BX-00 鳳凰炎羽 3-60F（Flat）（攻擊型）
生日：3月14日
職業陀螺手隊伍「方陣隊」的隊長，為確保X巨塔的陀螺手整體實力，所以會挑戰其他較弱的陀螺手，在戰勝對手之後會將對手的陀螺毀掉，因此被稱為「新人殺手」。除此之外亦會毀掉輸了比賽的隊友的陀螺，最後被幪面X擊敗。改使用鳳凰炎羽後三次與幪面X打成平手，然而最終決定聽從內心想法，違反贊助商的指示換回原石山峯因而再度敗北，失去恢復贊助權的機會。
左葉玄理（Sayou Genri）
配音：大町知廣
使用爆旋陀螺：鋼鐵森林 4-80B（Ball）（持久型） →BX-00 鳳凰炎羽 3-60F（Flat）（攻擊型）
陣內馬力（Jinnai Bariki）
配音：石黑史剛
使用爆旋陀螺：鑽石螺帽 3-60LF（Low Flat）(攻擊型) →BX-00 鳳凰炎羽 3-60F（Flat）（攻擊型）
生日：7月22日

### 戈耳狄俄斯隊 (TEAM GOLDIAS )
金色枷露梛（Konjiki Karura）
配音：辻步美
使用爆旋陀螺：BX-38 緋紅迦樓羅 4-70TP（Trans Point）（平衡型）
生日：12月1日
X塔另一端「斜塔」所屬職業陀螺手隊伍「戈耳狄俄斯隊」的隊長，其贊助商之大型企業「戈耳狄俄斯貴金屬」的千金。單戀不死原燃，並自稱為其未婚妻。
剛轟岩尾（Gogo Iwao）
配音：安元洋貴
使用爆旋陀螺：UX-13 魔像巨石 1-60UN（Under Needle）（防禦型）
生日：4月22日
戈耳狄俄斯隊的成員之一，金色枷露梛的隨從，是一個什麼事都能辦到的超級隨從。為人冷靜沉穩，雖然經常責罵金色迦樓羅的無理行為，但他會盡一切努力幫助她。從他的肌肉量來看，岩尾是個強壯的男人。
桑原靈遊（Kuwabara Reiyu）
配音：天希花音
使用爆旋陀螺：UX-12 幽靈圓環 0-80GB（Gear Ball）（持久型）
生日：10月31日
戈耳狄俄斯隊的成員之一，金色枷露梛的管家，因為她對神秘學進行了理性的解讀，所以她可以稱之為「詛咒」，並加以催眠對手。然而，她是個糟糕的管家，她的個人生活也很無序。對於除了神秘學和戰鬥陀螺之外的任何一切都不感興趣。此外，由於她的體溫極低，手腳冰冷，因此非常怕冷。

### 黃道十二宮隊 (TEAM ZODIAC )
白星奧米加（Shiroboshi Omega）
配音：小清水亞美
使用爆旋陀螺：UX-00 翔空天馬 3-70A（Accel）（攻擊型）→CX-07 天馬轟裂A（Assualt）Tr（Turbo）（攻擊型）
生日：10月10日
「斜塔」的最強隊伍「黃道十二宮隊」的隊長。白星天華的母親，曾為「白星流」成員，因違反該流派戒律加入X塔而遭逐出師門。於超巔峰決戰中帶領隊伍擊敗「潘德拉貢隊」的七色單及神成謝爾，成為現今全X塔最強的陀螺手。
露地亂津（Roji Rantz）
配音：室元気
使用爆旋陀螺：CX-03 英仙幽暗B（Bumper）6-80W（Wedge）（防禦型）
生日：8月13日
黃道十二宮隊的成員之一。與三頭百萬一樣曾為「白星流」門下最強弟子之一，後追隨白星奧米加叛逃離開白星流。
三頭百萬（Mizu Mirion）
配音：岩中睦樹
使用爆旋陀螺：CX-08 地獄犬烈焰W（Wheel）5-80WB（Wall Ball）（持久型）
生日：3月23日
黃道十二宮隊的成員之一。與露地亂津一樣曾為「白星流」門下最強弟子之一，後追隨白星奧米加叛逃離開白星流。

### 誤導者隊 (TEAM MISLEADERS )
為了合作挑戰黃道帶隊發起的「白星決鬥」，而由「斜塔」3支頂尖隊伍之隊長共同組成的臨時隊伍。
九尾妖子（Kyuubi Youko）
配音：豐永利行
使用爆旋陀螺：CX-06 妖狐兇尾J（Jaggy）9-70GR（Gear Rush）（攻擊型）
生日：9月30日
誤導者隊的隊長，原為斜塔99樓之「九尾隊」的隊長。
一心隆（Isshin Ryuu）
配音：伊藤健太郎
使用爆旋陀螺：BX-44 三角龍壓 M-85BS (Bound Spike)（防禦型）
生日：5月29日
誤導者隊的成員之一，原為斜塔95樓之「強壯者隊」的隊長。與萬獸葵恩同時期、擁有25年資歷的資深職業陀螺手。戰績為10200勝309敗，單論獲勝次數其實比萬獸葵恩多，然而卻是後者較受矚目，對此感到怨恨。
腐飾毒牙（Fushoku Dokuga）
配音：重松千晴
使用爆旋陀螺：UX-14 毒蠍刺槍 0-70Z （Zap）（平衡型）
生日：7月29日
誤導者隊的成員之一，原為斜塔71樓之「致命毒素隊」的隊長。由於無論是外表、打扮、行為舉止等各方面來看，都跟一個壞人無異，令與他對戰的陀螺手都感到恐懼，甚至感覺到自己的生命處於危險之中。亦有傳言稱，他正在幕後從事各種違反職業規則和道德的活動。

### 駒刃壽司店
冥殿芽衣子（Meiden Meiko）
配音：青木瑠璃子
使用爆旋陀螺：BX-14 鮫鯊鋒鰭 3-60LF（Low Flat）（攻擊型）→ UX-15 鮫鯊狂鱗 4-50UF（Under Flat）（攻擊型）/ BX-36 巨鯨怒濤 5-80E（Elevate）（平衡型）→ CX-08 巨鯨烈焰M (Massive) 3-85HT (High-Taper) (平衡型)
生日：5月5日
前職業陀螺手，在「表象人格隊」的贊助商「駒刃壽司店」工作的女僕，也是太初的秘書。原為職業陀螺手隊伍「維森斯隊」的成員，後因右手受傷而引退。
壽司谷太初（Sushiya Taisho）
配音：魚建
使用爆旋陀螺：吞拿魚利刃 3-60LF（Low Flat）（攻擊型）
生日：11月1日
「表象人格隊」的贊助商「駒刃壽司店」的店長，年輕時曾經以職業陀螺手為目標的老人，向黑須極提出只要「表象人格隊」其中一人能夠打敗冥殿芽衣子，便答應成為「表象人格隊」的贊助商。

### 營運方（B4）
負責管理X塔並安排各職業陀螺手隊伍對戰的營運單位，其名稱「B4」為「BeyBlade Battle Base」之縮寫。
零號（Zero Go）
配音：駒田航
擔任陀螺對戰旁述的AI人工智能。
一號（Ichi Go）
配音：日高里菜
使用爆旋陀螺：啤梨啤梨炸彈 5-80GB（Gear Ball）（持久型）
擔任X塔導覧員的吉祥物AI。
二號（Ni Go）
配音：荻野葉月
擔任X塔對戰裁判的AI。
卡迪巴（Kadovar）
配音：古川慎
使用爆旋陀螺：BX-24 飛龍狂風 5-80GB（Gear Ball）（持久型）
生日：12月25日
屬於B4的職業陀螺手。與以頂尖為目標的陀螺手不同，他是管理方的人，在一樓作為考官考驗獲勝隊伍。性格開朗，但有時也會表現出無情的一面。鑑定過許多陀螺手，實力也是無庸置疑的。原為職業陀螺手隊伍「維森斯隊」的成員、冥殿芽衣子與熱氣愛的隊友，本名為「門班太郎」（Kado Bantarou）。
三號（San Go）
配音：田嶌紗蘭
B4配屬至各陀螺手隊伍的輔助AI。

### 其他
鶴留（Tsuru）、須崎（Suzaki）
配音：望田緋鞠（鶴）、宮瀬尚也（須崎）
風見鳥最初隸屬的隊伍「信天翁突擊」的成員。
七瀨（Nanase）、雅格（Aruka）、虹子（Nijiko）
配音：伏見春香（七瀨）、渡邊紘（雅格）、小針彩希（虹子）
七色彩的粉絲團「彩眾者」的三人。
丸湖卡洛（Maruko Carlo）
配音：竹内良太
使用爆旋陀螺：突擊獵鷹 4-80LF（Low-Flat）（攻擊型）
知名的資深職業陀螺手，其隊伍自從多年前敗給潘德拉貢隊後便一蹶不振，最終於個人賽決戰中敗給幪面X後宣布引退。
小雛（Hina）
配音：久野美咲
使用爆旋陀螺：BX-03 巫師弩箭 4-80B（Ball）（持久型）→BX-00 鳳凰炎羽 3-60F（Flat）（攻擊型）
風見鳥的粉絲。
雪人（Yeti）
配音：大泊貴揮
使用爆旋陀螺：BX-27 史芬克斯斗篷 9-80GN（Gear Needle）（白色款式）（防禦型）
主題樂園「所羅門大宅」的工作人員之一，穿著雪怪造型的布偶裝。
蘇菲（Sphi）
配音：喜多村英梨
使用爆旋陀螺：BX-27 史芬克斯斗篷 9-80GN（Gear Needle）（黑色款式）（防禦型）
主題樂園「所羅門大宅」的工作人員之一，戴著胡狼造型面具。
熱氣愛（Nekki Ai）
配音：富田美憂
使用爆旋陀螺：獅王銳爪 5-60P（Point）（紅色款式）（平衡型）
原職業陀螺手隊伍「維森斯隊」的隊長，其隊伍最終因隊員冥殿芽衣子負傷引退而解散。
銅田（Douda）
配音：蓮岳大
「潘德拉貢隊」的贊助商「銅田產業」的社長。
戲畫谷（Gigatani）
配音：船木真人
「潘德拉貢隊」的贊助商「銅田產業」的專務，暗地裡跟裡職業陀螺手組織有所勾結。
銀狼（Ginrou）
配音：小西克幸
使用爆旋陀螺：UX-08 白銀戰狼 3-80FB（Free Ball）（持久型）
生日：7月3日
黑須極的師父。
目岡（Megaoka）
配音：新井里美
使用爆旋陀螺：飛龍狂風 5-80P（Point）（黃色款式）（平衡型）
私立爆旋陀螺學院的教師，亦為X塔最新引入之新型競技場的設計者，曾指導過七色彩。
萬獸雀（Manju Jack）
配音：羽多野渉
萬獸金恩的父親。
萬獸女媧（Manju Joka）
配音：茅野愛衣
使用爆旋陀螺：UX-05 忍者幻影 1-80MN （Metal Needle）（防禦型）
萬獸金恩的母親、萬獸葵恩的女兒。
萬獸須惠（Manju Sue）
配音：鈴木黎子
萬獸金恩的曾祖母、萬獸葵恩的母親。
萬獸保利絲（Manju Pris）、萬獸保利世（Manju Prise）
配音：川井田夏海
使用爆旋陀螺：UX-06 獅王徽章 7-60GN（Gear Needle）（防禦型）、BX-15 獅王銳爪 5-60P（Point）（平衡型）
萬獸金恩的雙胞胎弟妹。兩人同為陀螺工藝師，負責設計有機猛獸隊三人的陀螺。
反田（Sorita）
配音：内田修一
使用爆旋陀螺：飛龍狂風 5-80P（Point）（黃色款式）（平衡型）
斜塔1樓所屬職業陀螺手。
鷹野翼（Takano Tsubasa）
配音：照井悠希
使用爆旋陀螺：BX-24 飛龍狂風 5-80GB（Gear Ball）（持久型）
風見飛鳥幼時的同班同學。
刃威斗（Baito）
配音：岡本信彥
使用爆旋陀螺：UX-11 衝擊魔龍 9-60LR（Low Rush）（攻擊型）/ UX-01 翔龍破壞劍 1-60A （Accel）（仿製品）（攻擊型）/ BX-34 鈷藍青龍 2-60C（Cyclone）（仿製品）（攻擊型）
一名實力頂尖的裡職業陀螺手。

## 工作人员
- 企画・原案 - 特佳丽多美、小学馆
- 原作 - 河本焰、武野光、出水明日香
- 総監督 - 秋山勝仁
- 監督 - 寺田素都
- 系列原案 - 武野光
- 系列构成- 兵頭一歩
- 人物原案- 出水明日香
- 人物设计- 長森佳容
- 动画制作 - OLM Team Masuda
- 製作 - BEYBLADE X制作委员会、东京电视台

## 主题曲
片頭曲
「Prove」（第1話－第51話）
作词、作曲：Taka、Toru、Lancaster、Mike Duce、Derek Tyler Carter、Jordan Fish、Jamil Kazmi
主唱：ONE OK ROCK
「YOU GOTTA RUN」（第52話－第74話）
作詞：hyde，作曲：tetsuya，編曲：LʼArc〜en〜Ciel、Jun Suyama
主唱：L'Arc〜en〜Ciel
「Rise」（第75話－）
作詞：MOMIKEN from SPYAIR，作曲：UZ from SPYAIR
主唱：TOMORROW X TOGETHER
片尾曲
「ZOOM ZOOM」（第1話－第51話）
作詞：Yui Mugino、Jamesy Minimal、Soma Genda，作曲：Soma Genda、Dirty Orange、Yui Mugino
主唱：aespa
「Cosmic Treat」（第52話－第74話）
作詞、作曲：中田康貴
主唱：Perfume
「Stay Gold」（第75話－）
作詞、作曲：Timucin Lam, Kanata Okajima, Jamil Kami, Kiddo, Frank Nobel, Hight
主唱：Jax Jones、Ado

## 各話列表
| 話數   | 日文標題    | 香港標題               | 台灣標題           | 劇本     | 分鏡               | 演出                 | 陀螺對戰演出 | 作畫監督 | 總作畫監督                           | 播出日期（日本） | 播出日期（香港） | 播出日期（台灣） | 播出日期（中國大陸） |
| ------ | ----------- | ---------------------- | ------------------ | -------- | ------------------ | -------------------- | ------------ | --- | ------------------------------------ | ---------------- | ---------------- | ---------------- | -------------------- |
| 第1話  | X           | X                      | X                  | 兵頭一步 | 秋山勝仁           | 伊藤史夫             | 羽鳥潤       | 青木昭仁、洪範錫、本田隆、 竹内昭、 | 長森佳容                             | 2023年 10月6日   | 2023年 11月19日  | 2023年 12月15日  | 2025年 2月10日       |
| 第2話  |             | 七色刺客               | 七色的刺客         | 兵頭一步 | 寺田素都           | 長澤達也             | 羽鳥潤       | 渡邊奈月 | 牧内桃子                             | 10月13日         | 11月26日         | 12月22日         | 2月17日              |
| 第3話  |             | 表象人格隊             | 假面人格           | 兵頭一步 | 寺田素都           | 淺見松雄             | 羽鳥潤       | 韓承熙、魏旭龍、仲金、 金正男、呉賢景 | 牧内桃子                             | 10月20日         | 12月3日          | 12月29日         | 2月24日              |
| 第4話  |             | 陀螺贊助商             | 陀螺贊助商         | 森地夏美 | 高橋滋春           | 李起燮               | 羽鳥潤       | 壽門堂 | 牧内桃子、本田隆、橫松雄馬           | 10月27日         | 12月10日         | 2024年 1月5日    | 3月3日               |
| 第5話  |             | 進入X塔                | 前進X巨塔          | 萬代耕士 | 秋山勝仁           |                      | 羽鳥潤       | 洪範錫、竹内昭、服部益美、 、、時雨工作室 | 牧内桃子                             | 11月3日          | 12月17日         | 1月12日          | 3月10日              |
| 第6話  |             | 猛獅叢林               | 獅子叢林           | 武野光   |                    | 河村彩               | 羽鳥潤       | 時雨工作室 | 長森佳容、橫松雄馬、本田隆           | 11月10日         | 12月24日         | 1月19日          | 3月17日              |
| 第7話  |             | 有機猛獸隊             | 萬獸野性           | 佐藤裕   | 奧村吉昭           | 小野田雄亮           | 羽鳥潤       | 中谷藍、清水雄介、德倉榮一、 半扇門、Radplus | 本田隆、橫松雄馬                     | 11月17日         | 12月31日         | 1月26日          | 3月24日              |
| 第8話  |             | 幪面人與獅子王         | 假面與獅子王       | 富田頼子 | 森健               | 秦義人               | 羽鳥潤       | 紫灯珈、上赤由香里、清水椋大、 川本和隆、遠藤里蘭 | 本田隆                               | 11月24日         | 2024年 1月7日    | 2月2日           | 3月31日              |
| 第9話  |             | 陀螺工藝師             | 陀螺創作師         | 森地夏美 | 內藤明吾           | 長澤達也             | 羽鳥潤       | 渡邊奈月 | 牧内桃子                             | 12月1日          | 1月14日          | 2月16日          | 4月7日               |
| 第10話 |             | 專業級的世界           | 職業級的世界       | 萬代耕士 | 奧村吉昭           | 松永昌弘             | 羽鳥潤       | 、山縣研一 | 長森佳容                             | 12月8日          | 1月21日          | 2月23日          | 4月14日              |
| 第11話 |             | 卡迪巴的測試           | 卡德瓦的考試       | 佐藤裕   | 森健               | 小松和真             | 羽鳥潤       | 青木昭仁、、竹内昭、服部益美、洪範錫 | 橫松雄馬、本田隆                     | 12月15日         | 1月28日          | 3月1日           | 4月21日              |
| 第12話 |             | 最後一戰               | 最後的戰役         | 萬代耕士 | 奧村吉昭           | 遠藤良柄             | 羽鳥潤       | 季亞成、魏旭龍、旨汁、韓承熙、金正男、吳賢景、 | 橫松雄馬                             | 12月22日         | 2月4日           | 3月8日           | 4月28日              |
| 第13話 |             | 第一號支持者           | 天字第一號粉絲     | 森地夏美 | 內藤明吾           | 李起燮               | 羽鳥潤       | Jumondou Seoul | 長森佳容                             | 2024年 1月5日    | 2月11日          | 3月15日          | 5月5日               |
| 第14話 |             | 極限訓練               | 艾克斯強化訓練     | 兵頭一步 |                    | 藪內悠               | 羽鳥潤       | 酒井強至、山縣研一、 | 牧内桃子                             | 1月12日          | 2月18日          | 3月22日          |                      |
| 第15話 |             | 謎題與陀螺             | 猜猜猜陀螺         | 武野光   | 森健               | 小野田雄亮           | 羽鳥潤       | 中谷藍、德倉榮一、 半扇門 | 橫松雄馬、本田隆                     | 1月19日          | 2月25日          | 3月29日          |                      |
| 第16話 |             | 貴族義務               | 地位越高 責任越大  | 武野光   | 森健               | 長澤達也             | 羽鳥潤       | 渡邊奈月 | -                                    | 1月26日          | 3月3日           | 4月5日           |                      |
| 第17話 |             | 陀螺時間轉移           | 陀螺極速革命       | 森地夏美 | 森健               | 秦義人               | 羽鳥潤       | 谷口繁則、遠藤里蘭、上赤由香里、紫灯珈、清水椋大、懸田扇子 | 長森佳容                             | 2月2日           | 3月10日          | 4月12日          |                      |
| 第18話 |             | 自尊                   | 自尊心             | 萬代耕士 | 高橋滋春           | 武田秀樹             | 羽鳥潤       | 山縣研一、、 明光、鑫月、星野光 | 牧内桃子、長森佳容、本田隆           | 2月9日           | 3月17日          | 4月19日          |                      |
| 第19話 | DATTO       | DATTO                  | 脫兔               | 武野光   | 博多正壽           | 遠藤良柄             | 羽鳥潤       | 長城動畫、旨汁、、、韓承熙 | 牧内桃子                             | 2月16日          | 3月24日          | 4月26日          |                      |
| 第20話 |             | 壽司的回憶             | 壽司的記憶         | 武野光   |                    | 高津光一朗           | 羽鳥潤       | 青木昭仁、竹内昭、洪範錫、山縣研一、 光之園動畫、鑫月、星野光 時雨工作室 | 牧内桃子、長森佳容、橫松雄馬         | 2月23日          | 3月31日          | 5月3日           |                      |
| 第21話 |             | 形象指導               | 創造吸引力         | 兵頭一步 | 宮崎渚             | 藪內悠               | 羽鳥潤       | 山縣研一、酒井強至、 Studio Massket、光之園動畫 | 橫松雄馬、本田隆                     | 3月1日           | 4月7日           | 5月10日          |                      |
| 第22話 | BLACK&WHITE | BLACK&WHITE            | 黑與白             | 萬代耕士 | 森健               | 小松和真、松永昌弘、 | 羽鳥潤       | 土方友希、青木昭仁、洪範錫、 光之園動畫 | 牧内桃子                             | 3月8日           | 4月14日          | 5月17日          |                      |
| 第23話 |             | 真正想法               | 真實的心意         | 森地夏美 | 寺田素都           |                      | 羽鳥潤       | Jumondou Seoul | 長森佳容                             | 3月15日          | 4月21日          | 5月24日          |                      |
| 第24話 |             | 極速降臨               | 極端速度之降臨     | 武野光   | 松永昌弘           | 松永昌弘             | 羽鳥潤       | 、島亞里沙、酒井強至、時雨工作室、Studio Massket、光之園動畫、明光、瑞木晶、鑫月、竹本早耶香 | 橫松雄馬、牧内桃子、本田隆           | 3月22日          | 4月28日          | 5月31日          |                      |
| 第25話 |             | 極速的證明             | 極速的證明         | 武野光   | 高橋滋春           | 佐佐木雄三           | 羽鳥潤       | 渡邊奈月 | 渡邊奈月                             | 3月29日          | 5月5日           | 6月7日           |                      |
| 第26話 |             | 邀請                   | 邀請函             | 森地夏美 | U:fa               | 小野田雄亮           | 羽鳥潤       | 中谷藍、德倉榮一、半扇門 | 牧内桃子                             | 4月5日           | 5月12日          | 6月14日          |                      |
| 第27話 |             | 不屈的結局             | 最後的剛強         | 萬代耕士 | 高橋滋春           | 李起燮               | 羽鳥潤       | Jumondou Seoul | 橫松雄馬                             | 4月12日          | 5月19日          | 6月21日          |                      |
| 第28話 |             | 王者與鳳凰             | 王與鳳凰           | 武野光   |                    |                      | -            | 小見川美穗、戶川克洋 | 長森佳容                             | 4月19日          | 5月26日          | 6月28日          |                      |
| 第29話 |             | 面具與肉包             | 假面與肉包         | 武野光   | 博多正壽           | 秦義人               | -            | 藤彩七、、遠藤里蘭、熊井野乃、竹内寬、紫灯珈、上赤由香里、清水椋大、谷口繁則、秦相子、懸田扇子、齋花、氣田汐理、西原千晶、鈴木莉乃、、高橋菜奈、等等力美穗、大川真世、祥果、、矢田起也                                     | 橫松雄馬                             | 4月26日          | 6月2日           | 7月5日           |                      |
| 第30話 |             | 謎題與潮爆             | 猜謎與吸引力       | 兵頭一步 | 平野俊貴           |                      | -            | 竹本早耶香、、竹内昭、山縣研一、 光之園動畫、慧敏、龍光 | 牧内桃子、本田隆                     | 5月3日           | 6月16日          | 7月12日          |                      |
| 第31話 |             | 我的同伴               | 我的夥伴           | 森地夏美 | 小島隆史           | 高津光一朗           | -            | 青木昭仁、廣岡歳仁、洪範錫、佐佐木綾、中城悦雄、 Studio Massket、光之園動畫 | 長森佳容、橫松雄馬、本田隆、牧内桃子 | 5月10日          | 6月23日          | 7月19日          |                      |
| 第32話 |             | 新的搭檔               | 新的夥伴           | 萬代耕士 | 奧村吉昭           | 遠藤良柄             | -            | 旨汁、、吳賢景、金正男、 長城動畫、Appelin | 橫松雄馬、本田隆                     | 5月17日          | 6月30日          | 7月26日          |                      |
| 第33話 |             | 食指的約定             | 食指的約定         | 武野光   | 博多正壽           | 佐佐木雄三           | -            | 渡邊奈月 | 渡邊奈月                             | 5月24日          | 7月7日           | 8月2日           |                      |
| 第34話 |             | 七色的訪客             | 七色的訪客         | 武野光   | 平野俊貴           | 藪內悠               | -            | 廣岡歲仁、、、時雨工作室、 光之園動畫、慧敏、明光、、ANIG | 牧内桃子、長森佳容、橫松雄馬、本田隆 | 5月31日          | 7月14日          | 8月9日           |                      |
| 第35話 |             | 夢幻競賽               | 夢幻同台           | 萬代耕士 | 高橋滋春           | 小野田雄亮           | -            | 中谷藍、半扇門、SMX | 橫松雄馬、本田隆                     | 6月7日           | 7月21日          | 8月16日          |                      |
| 第36話 |             | 陀螺手精神             | 陀螺手精神         | 森地夏美 | 佐佐木勅嘉         | 李起燮               | -            | Jumondou Seoul、Jumondou Wuxi | 橫松雄馬、本田隆                     | 6月14日          | 8月18日          | 8月23日          |                      |
| 第37話 |             | 無法預測               | 無法預料           | 兵頭一歩 | 小島隆史           | 小島隆史             | -            | 山縣亞紀、ANIG、金洋淑、金琡熺 | 牧内桃子、長森佳容、本田隆           | 6月21日          | 8月25日          | 8月30日          |                      |
| 第38話 |             | 女王再臨               | 女王回歸           | 武野光   | 松永昌弘           | 谷元麻佑             | -            | 洪範錫、廣岡歳仁、、青木昭仁、山縣研一 | 牧内桃子、橫松雄馬、長森佳容、本田隆 | 6月28日          | 9月1日           | 9月6日           |                      |
| 第39話 |             | 頂尖陀螺手             | 最棒的陀螺手       | 武野光   | 平野俊貴           | 秦義人               | -            | 藤彩七、遠藤里蘭、、高橋茉奈、熊井野乃、北村美岬、、齋花、田倉佳乃、祥果、竹内寬、門松杜和、懸田扇子、秦相子、鈴木莉乃、西原千晶、氣田汐理、大川真世、、紫灯珈、清水椋大、谷口繁則、上赤由香里、矢田起也、山本道隆         | 長森佳容、橫松雄馬、本田隆           | 7月5日           | 9月8日           | 9月13日          |                      |
| 第40話 |             | 另一個幪面人           | 另一個假面         | 菅原雪繪 | 奧村吉昭           | 遠藤良柄             | -            | 旨汁、、吳賢景、金正男、 長城動畫、Appelin | 橫松雄馬、牧内桃子                   | 7月12日          | 9月22日          | 9月20日          |                      |
| 第41話 |             | 第三個幪面人           | 三個假面           | 萬代耕士 |                    | 植木貴一             | -            | Jumondou Seoul、Jumondou Wuxi | 本田隆、橫松雄馬                     | 7月19日          | 9月29日          | 9月27日          |                      |
| 第42話 | XYZ         | XYZ                    | XYZ                | 森地夏美 | 高橋滋春           | 吉川志我津           | -            | 古德真美、芝田千紗、清水勝祐、村田憲泰、河口真緒、 | 長森佳容                             | 7月26日          | 10月6日          | 10月4日          |                      |
| 第43話 |             | 往日的潘德拉貢         | 那一日的至高統帥   | 武野光   | U:fa               | 佐佐木雄三           | -            | 渡邊奈月 | 渡邊奈月                             | 8月9日           | 10月13日         | 10月11日         |                      |
| 第44話 |             | 往日的家人             | 那一日的家人       | 武野光   | 、                 | 藪內悠               | -            | 佐佐木綾、竹內昭、森山剛史、廣岡歳仁、、山縣研一、Studio Massket | 長森佳容、本田隆、牧内桃子、橫松雄馬 | 8月16日          | 10月20日         | 10月18日         |                      |
| 第45話 |             | 往日的你               | 那一日的你         | 武野光   | 博多正壽           | 武田秀樹             | -            | 竹本早耶香、植竹康彥、小山友行、山縣研一、洪範錫、 | 牧内桃子、長森佳容、本田隆           | 8月23日          | 10月27日         | 10月25日         |                      |
| 第46話 |             | 休息                   | 休假               | 萬代耕士 | 奧村吉昭、         | 小野田雄亮           | -            | 中谷藍、德倉榮一、半扇門、SMX、竹本早耶香 | 本田隆、橫松雄馬                     | 8月30日          | 11月3日          | 11月1日          |                      |
| 第47話 |             | 巔峰決戰               | 巔峰決戰           | 菅原雪繪 | 博多正壽           | 大井將經、益子里花   | -            | 金正男、旨汁、、Appelin、長城動畫、竹本早耶香 | 長森佳容、本田隆                     | 9月6日           | 11月10日         | 11月8日          |                      |
| 第48話 |             | 七色的了斷             | 七色的對決         | 森地夏美 | 小島隆史           | 小島隆史             | -            | 張昀、、吉永剛 | 長森佳容                             | 9月13日          | 11月17日         | 11月15日         |                      |
| 第49話 |             | 看不見的東西           | 看不見的東西       | 武野光   | U:fa、             | 高津光一朗           | -            | 山縣研一、廣岡歳仁、植竹康彥、洪範錫、竹本早耶香、、酒井強至、株式会社REGRIM、廣瀬督、miao、ANIG | 長森佳容、橫松雄馬、本田隆           | 9月20日          | 11月24日         | 11月22日         |                      |
| 第50話 |             | 兩個人的X              | 兩個X              | 武野光   |                    | 佐佐木雄三           | -            | 渡邊奈月 | 渡邊奈月                             | 9月27日          | 12月1日          | 11月29日         |                      |
| 第51話 |             | 最好玩的遊戲           | 最棒的遊戲         | 武野光   | 秋山勝仁           | 藪內悠               | -            | 、洪範錫、山縣研一、佐佐木綾、竹本早耶香、酒井強至、竹內昭、 | 長森佳容、牧内桃子、本田隆、橫松雄馬 | 10月4日          | 12月8日          | 12月6日          |                      |
| 第52話 | Re:         | 重新開始               | 重新啟程           | 萬代耕士 | 博多正壽           | 秦義人               | -            | 藤彩七、、遠藤里蘭、熊井野乃、、鈴木莉乃、祥果、高橋茉奈、齋花、田倉佳乃、竹内寬、懸田扇子、、秦相子、北村美岬、等等力美穗、西原千晶、、川本和隆、谷口繁則、清水椋大、上赤由香里、矢田起也、紫灯珈、涂國雄、胡昱           | 長森佳容、本田隆                     | 10月18日         | 2025年 1月12日   | 2025年 3月21日   |                      |
| 第53話 |             | 新時代的預兆           | 新時代的徵兆       | 山下憲一 | 新田典生           |                      | -            | 秋山桐丸、小見川美穂、MOOK Hary、戸川克洋、佐佐木萌 | 牧内桃子                             | 10月25日         | 1月19日          | 3月28日          |                      |
| 第54話 |             | 決意之道               | 通往覺悟的道路     | 菅原雪繪 | 渡邊加奈子         | 武田秀樹             | -            | 廣岡歳仁、山縣研一、、酒井強至、金漢柱、宋智軟、廣瀬督、李敏智、Studio Massket | 牧内桃子、橫松雄馬、本田隆           | 11月1日          | 1月25日          | 4月4日           |                      |
| 第55話 |             | 更進一步的陀螺時間轉移 | 進化的陀螺極速革命 | 森地夏美 |                    | 小野田雄亮           | 山田秀明     | 中谷藍、德倉榮一、半扇門、SMX | 長森佳容                             | 11月8日          | 2月2日           | 4月11日          |                      |
| 第56話 |             | 白色的陰謀             | 白色陰謀           | 武野光   | 小林一三           | 大井将経             | 山田秀明     | Apelin、長城動画、 UEC Co., LTD. 、 | 長森佳容、橫松雄馬                   | 11月15日         | 2月9日           | 4月18日          |                      |
| 第57話 |             | 三足鼎立之戰           | 三方勢力的戰爭     | 萬代耕士 |                    | 、山田秀明           | 山田秀明     | 洪範錫、、竹内昭、杜山涼香、 Lee ha neul、Yoon hyeok jun、Heo jeong hwa、Song seok chan、Jung Da Hyun、Jang hyung wan、Go eunbitna、Bae Jeong a                                                                            | 長森佳容、牧内桃子、橫松雄馬         | 11月22日         | 2月16日          | 4月25日          |                      |
| 第58話 |             | 三人對戰               | 三方混戰           | 山下憲一 | 安齋剛文           | 李起燮               | 山田秀明     | Jumondou Seoul、Jumondou Wuxi | 橫松雄馬、本田隆                     | 11月29日         | 2月23日          | 5月2日           |                      |
| 第59話 |             | 幪面S                  | 假面S              | 森地夏美 | 山口将史、平井良樹 | 佐佐木雄三           | 山田秀明     | 渡邊奈月 | 渡邊奈月                             | 12月6日          | 3月2日           | 5月9日           |                      |
| 第60話 |             | 七色的試煉             | 七色的試煉         | 森地夏美 | 中屋裕登、西山薫子 | 藪内悠               | 山田秀明     | 山縣研一、廣岡歳仁、竹本早耶香、佐佐木綾、YOON SOO BIN、Song Ji yeon、KIM Han Ju、Song Joon Youb、Kim sunmi、Kim Jina、Lee Minji、Hwang Su Been、LeeYeRin、LEE SO HYEON                                                    | 長森佳容、牧内桃子、橫松雄馬、本田隆 | 12月13日         | 3月9日           | 5月16日          |                      |
| 第61話 |             |                        | 百戰不殆           | 萬代耕士 | 博多正壽           | 秦義人               | 山田秀明     | 熊井野乃、、藤彩七、遠藤里蘭、、懸田扇子、、祥果、竹内寬、齋花、高橋茉奈、北村美岬、田倉佳乃、西原千晶、鈴木莉乃、秦相子、等等力美穗、、川本和隆、上赤由香里、谷口繁則、紫灯珈、清水椋大、矢田起也、山本道隆、楊廷文、胡昱 | 橫松雄馬、本田隆                     | 12月20日         | 3月16日          | 5月23日          |                      |
| 第62話 |             | 私立陀螺學院           | 私立陀螺學院       | 菅原雪繪 | 小島隆史           | 小島隆史             | 山田秀明     | Jumondou Seoul、Jumondou Wuxi | 長森佳容、牧内桃子、橫松雄馬、本田隆 | 12月27日         | 3月23日          | 5月30日          |                      |
| 第63話 |             | 萬獸家族               | 萬獸家族           | 山下憲一 | 飯島正勝           |                      | 山田秀明     | 洪範錫、、杜山涼香、竹本早耶香、竹内昭、山縣研一、廣岡歳仁、Studio Massket | 長森佳容、本田隆、橫松雄馬           | 2025年1月10日    | 3月30日          | 6月6日           |                      |
| 第64話 |             | 無形的影               | 無形之影           | 森地夏美 | 勝亦祥視           | 佐佐木萌             | 山田秀明     | 秋山桐丸、小見川美穗、MOOK Hary、佐々木萌、戶川克洋 | 牧内桃子、橫松雄馬                   | 1月17日          | 4月6日           | 6月13日          |                      |
| 第65話 |             | 開始之翼               | 啟程的羽翼         | 萬代耕士 | 渡邉加奈子         | 高津光一朗           | 山田秀明     | 佐佐木綾、廣岡歲仁、山縣研一、Kwon EunJoo、Kim Sunmi、Kim Jina、Lee Minji、LEE SO HYEON、LeeYeRin、Hwang SuBeen、SongJiyeon、Youn Subin、廣瀨督、                                                                          | 長森佳容、牧内桃子、橫松雄馬、本田隆 | 1月24日          | 4月13日          | 6月20日          |                      |
| 第66話 |             | 吸引自己的事           | 樂在其中的事物     | 菅原雪繪 | 博多正壽           | 大井將經             | 山田秀明     | Appelin、長城動畫、Soul Creative、UEC Co., LTD. | 橫松雄馬、本田隆                     | 1月31日          | 4月20日          | 6月27日          |                      |
| 第67話 |             | 銀狼                   | 銀色的狼           | 森地夏美 | 齋藤德明           | 武田秀樹             | 山田秀明     | 洪範錫、竹本早耶香、竹内昭、、山縣研一、杜山涼香、Studio Massket、黃秀嬪 | 長森佳容、本田隆                     | 2月7日           | 4月27日          | 7月4日           |                      |
| 第68話 |             | 表與裡                 | 正反兩面           | 山下憲一 | 安齋剛文           | 李起燮               | 山田秀明     | Jumondou Seoul、Jumondou Wuxi | 長森佳容、本田隆、橫松雄馬           | 2月14日          | 5月4日           | 7月11日          |                      |
| 第69話 |             | 裏世界                 | 地下世界           | 萬代耕士 |                    | 佐佐木雄三           | 山田秀明     | 渡邊奈月 | -                                    | 2月21日          | 5月11日          | 7月18日          |                      |
| 第70話 |             |                        |                    | 武野光   | 中屋裕登、西山薫子 | 小野田雄亮           | 山田秀明     | 中谷藍、德倉榮一、SMX | 本田隆、廣岡歳仁                     | 2月28日          | 5月18日          | 7月25日          |                      |
| 第71話 |             | 前往那個地方           |                    | 武野光   | 平井良樹           | 藪内悠               | 山田秀明     | 佐佐木綾、廣岡歳仁、山縣研一、杜山涼香、竹内昭、、Studio Massket | 長森佳容、牧内桃子、本田隆           | 3月7日           | 5月25日          | 8月1日           |                      |
| 第72話 |             | 恐怖的謎題迷宮         |                    | 森地夏美 | 佐佐木勅嘉         | 秦義人               | 山田秀明     | 、熊井野乃、藤彩七、、懸田扇子、竹内寛、高橋茉奈、北村美岬、芝有人、齋花、秦相子、、、等等力美穂、西原千晶、氣田汐理、川本和隆、清水椋大、矢田起也、谷口繁則、上赤由香里、胡昱                                             | 長森佳容、廣岡歲仁                   | 3月14日          | 6月1日           |                  |                      |
| 第73話 |             | 白星決鬥               |                    | 山下憲一 | 安齋剛文           | 大井將經、           | 山田秀明     | 、、孙强、王晓明 | 長森佳容、橫松雄馬、本田隆           | 3月21日          | 6月8日           |                  |                      |
| 第74話 |             | 詛咒                   |                    | 赤星政尚 | 勝亦祥視           | 佐佐木萌             | 山田秀明     | 秋山桐丸、MOOK Hary、佐佐木萌 | -                                    | 3月28日          | 6月15日          |                  |                      |
| 第75話 |             | 回歸的騎士             |                    | 萬代耕士 | 齋藤德明           | 山田秀明             | 山田秀明     | 、竹本早耶香、杜山涼香、洪範錫、竹内昭、、 | 長森佳容、本田隆                     | 4月4日           | 6月22日          |                  |                      |
| 第76話 |             | 白色的新星             |                    | 萬代耕士 | 小島隆史           | 白石道太             | 山田秀明     | 佐佐木綾、廣岡歲仁、山縣研一、Kwon EunJoo、LeeYeRin、in jiyeon、Hwang SuBeen、SongJiyeon、Lee Minji、Kim sunmi、Kim Jina、KIM HanJu                                                                                        | 牧内桃子                             | 4月11日          | 6月29日          |                  |                      |
| 第77話 |             | 青龍與魔龍             |                    | 武野光   |                    | 佐佐木雄三           | 山田秀明     | 渡邊奈月 | 渡邊奈月                             | 4月18日          | 7月6日           |                  |                      |
| 第78話 |             | 特製陀螺               |                    | 森地夏美 | 齋藤德明           | 長澤達也             | 山田秀明     | | 渡邊奈月                             | 4月25日          | 7月13日          |                  |                      |
| 第79話 |             | 王與女王               |                    | 山下憲一 | 安齋剛文           | 大井將經             | 山田秀明     | WangXiaoMing、Kennedy Freeman、仲金、許在暎、金賢雅 | 牧内桃子                             | 5月2日           | 7月20日          |                  |                      |
| 第80話 |             | 極慢之人               |                    | 赤星政尚 |                    | 武田秀樹             | 山田秀明     | 、杜山涼香、洪範錫、竹本早耶香、植竹康彥、廣岡歳仁、山縣研一、 | 牧内桃子、本田隆                     | 5月9日           | 7月27日          |                  |                      |
| 第81話 |             | ALL IN                 |                    | 萬代耕士 | 安齋剛文           |                      | 山田秀明     | 吴晓菜、岡辰也、小林洸 | 橫松雄馬、本田隆                     | 5月16日          | 8月3日           |                  |                      |
| 第82話 |             | 七色的決心             |                    | 武野光   | 小島隆史           | 小島隆史             | 山田秀明     | 廣岡歳仁、山縣研一、、佐佐木綾、竹本早耶香、 Studio Massket 楊国福、趙玲、冯永旭 | 牧内桃子、橫松雄馬、長森佳容、本田隆 | 5月23日          | 8月10日          |                  |                      |
| 第83話 |             | 拍檔                   |                    | 武野光   | 博多正壽           | 佐佐木萌             | 山田秀明     | 秋山桐丸、MOOK Hary、戶川克洋、佐佐木萌 | 牧内桃子、本田隆、橫松雄馬           | 5月30日          | 8月17日          |                  |                      |
| 第84話 |             | 代理戰爭               |                    | 森地夏美 | 西山薫子           | 大井將經、益子里花   | 山田秀明     | 、 許在暎、金賢雅、朴知潤、趙元河、 FAN DONG DONG、YIN SHAO FENG、HWANG HYUNGRAK | 長森佳容、橫松雄馬、本田隆           | 6月6日           | 8月24日          |                  |                      |
| 第85話 |             |                        |                    | 山下憲一 | 勝亦祥視           | 秦義人               | 山田秀明     | 熊井野乃、北村美岬、江島、、高橋茉奈、小林、藤彩七、齋花、遠藤里蘭、竹内寬、鈴木莉乃、等等力美穗、秦相子、坂本、、清水椋大、紫灯珈、上赤由香里、矢田起也、涂國雄                                                           | 橫松雄馬                             | 6月13日          | 8月31日          |                  |                      |
| 第86話 |             |                        |                    | 赤星政尚 | 安齋剛文           | 小野田雄亮           | 山田秀明     | 中谷藍、德倉榮一、SMX | 牧内桃子、橫松雄馬、山縣研一         | 6月20日          |                  |                  |                      |
| 第87話 |             |                        |                    | 武野光   |                    | 佐佐木雄三           | 山田秀明     | - | 渡邊奈月                             | 6月27日          |                  |                  |                      |
| 第88話 |             |                        |                    | 森地夏美 | 渡邉佳奈子         | 藪內悠               | 山田秀明     | 山縣研一、廣岡歲仁、竹内昭、植竹康彥、李雨飛、王昕帆、司明字、徐虹潔、禚金琪、呼士鐸、衛思晴、彭曉萌 | 長森佳容、橫松雄馬                   | 7月4日           |                  |                  |                      |
| 第89話 |             |                        |                    | 萬代耕士 | 西山薫子           | 武田秀樹             | 山田秀明     | 、杜山涼香、洪範錫、竹本早耶香、STUDIO MASSKET | 牧内桃子、橫松雄馬、長森佳容         | 7月18日          |                  |                  |                      |
| 第90話 |             |                        |                    | 山下憲一 | 小林一三           |                      | 山田秀明     | 池森繪美、石森愛、吴晓菜、小林洸、 、 | 橫松雄馬、本田隆                     | 7月25日          |                  |                  |                      |
| 第91話 |             |                        |                    | 赤星政尚 |                    | 大井將經、益子里花   | 山田秀明     | 、金正男、 許在暎、金賢雅、 陈家兴、李绍川、曾山、 Imani Brown、Federico Iglesias、Kennedy Freeman、 孙强、王晓明 | 橫松雄馬、本田隆                     | 8月1日           |                  |                  |                      |

## 播出电视台

### 日本
| 播放日期        | 播放時間             | 播放電視台                        | 播放地方・備註                                              |
| --------------- | -------------------- | --------------------------------- | ----------------------------------------------------------- |
| 2023年10月6日 - | 星期五 18:25 - 18:55 | 东京电视台 以及东京电视网的成员台 | 北海道・关东广域圈・爱知县・ 大阪府・冈山县和香川县・福冈县 |

| 播放日期                                                                             | 播放時間             | 播放平台・備註   |
| ------------------------------------------------------------------------------------ | -------------------- | ---------------- |
| 2023年10月6日                                                                        | 星期五 18:25 - 18:55 | TVer（网络直播） |
| YouTube TVer ネットもテレ東 U-NEXT アニメ放題 Lemino/SPOOX Amazon Prime Video DMM TV |                      |                  |
| 通过爆旋陀螺官方YouTube频道提供节目点播。                                            |                      |                  |

### 海外地区
| 播放地方 | 播放電視台     | 播放日期                               | 播放時間     | 播放平台 | 備註         |
| -------- | -------------- | -------------------------------------- | ------------ | -------- | ------------ |
| 香港     | 翡翠台         | 2023年11月19日－2024年12月8日（第1期） | 星期日 17:00 | 無線電視 |              |
| 香港     | ViuTV          | 2025年1月12日－（第2期）               | 星期日 16:25 | 無線電視 | 不設網上重溫 |
| 台湾     | 東森幼幼台     | 2023年12月15日－                       | 星期五 19:30 | 有線電視 | 有重播       |
| 台湾     | 巴哈姆特动画疯 | 2025年2月17日（第1期）                 | 星期一 12:00 | 串流平台 | 全集上架     |
| 中国大陆 | AcFun          | 2025年2月10日－5月5日（第1－13话）     | 星期一 18:00 | 串流平台 |              |
| 中国大陆 | bilibili       | 2025年6月6日－                         | 星期五 18:00 | 串流平台 |              |

## 外部連結
- 電視動畫「爆旋陀螺X」官方網站 （页面存档备份，存于）